# Барсово (Крым)
Ба́рсово  (до 1948 года Бораса́новка; укр. Барсове, крымскотат. Borasanovka, Борасановка) — упразднённое село в Советском районе Республики Крым, входит в состав Некрасовского сельского совета. Население — 45 человек на 2001 год, на 2009 год, по данным сельсовета, в селе жителей нет.

### Динамика численности
| - 1892 год — 114 чел. - 1900 год — 72 чел. - 1915 год — 106/15 чел. - 1926 год — 91 чел. | - 1939 год — 162 чел. - 1989 год — 45 чел. - 2001 год — 45 чел. |

## География
Барсово — маленькое село на севере района, у границы с Нижнегорским, высота центра села над уровнем моря — 8 м. Ближайшие сёла — Ровенка в 3,5 км на восток, Некрасовка в 5 км на юго-восток и Охотское (Нижнегорского района) в 5 км на запад. Райцентр Советский — примерно в 22 километрах (по шоссе), там же ближайшая железнодорожная станция — Краснофлотская (на линии Джанкой — Феодосия). Транспортное сообщение осуществляется по региональной автодороге 35Н-559 Барсово — Некрасовка (по украинской классификации — С-0-С0-11401).

## История
Впервые в доступных источниках поселение встречается в «…Памятной книжке Таврической губернии на 1892 год», согласно которой в деревне Борасановка, входившей в Емельяновское сельское общество Шейих-Монахской волости Феодосийского уезда, числилось 114 жителей в 16 домохозяйствах.
После земской реформы 1890-х годов деревню приписали к Андреевской волости. По «…Памятной книжке Таврической губернии на 1900 год» в деревне Борасановка числилось 72 жителя, а, по «…Памятной книжке … на 1902 год» — 80 жителей в 13 домохозяйствах. По Статистическому справочнику Таврической губернии. Ч.II-я. Статистический очерк, выпуск пятый Феодосийский уезд, 1915 год, в селе Борасановка Андреевской волости Феодосийского уезда числилось 18 дворов (16 дворов с землёй, 2 — безземельные) с татарским населением в количестве 106 человек приписных жителей и 15 — «посторонних», из которых 61 мужчина и 60 женщин. Жители владели 336 десятинами удобной земли. В хозяйствах имелось 62 лошади, 10 волов и 32 коровы.
После установления в Крыму Советской власти, по постановлению Крымревкома № 206 «Об изменении административных границ» от 8 января 1921 года была упразднена волостная система и село вошло в состав Ичкинского района Феодосийского уезда, а в 1922 году уезды получили название округов. 11 октября 1923 года, согласно постановлению ВЦИК, в административное деление Крымской АССР были внесены изменения, в результате которых округа были отменены, Ичкинский район упразднили, включив в состав Феодосийского в состав которого включили и село. Согласно Списку населённых пунктов Крымской АССР по Всесоюзной переписи 17 декабря 1926 года, в селе Борасановка, Кульчоринского сельсовета (в котором село состояло всю дальнейшую историю) Феодосийского района, числился 21 двор, из них 20 крестьянских, население составляло 91 человек, все татары, действовала татарская школа I ступени (пятилетка). Постановлением ВЦИК «О реорганизации сети районов Крымской АССР» от 30 октября 1930 года Феодосийский район был упразднён и был создан Сейтлерский район (по другим сведениям 15 сентября 1931 года), в который включили село, а с образованием в 1935 году Ичкинского — в состав нового района. По данным всесоюзная перепись населения 1939 года в селе проживало 162 человека.
В 1944 году, после освобождения Крыма от фашистов, согласно Постановлению ГКО № 5859 от 11 мая 1944 года, 18 мая крымские татары были депортированы в Среднюю Азию. 12 августа 1944 года было принято постановление № ГОКО-6372с «О переселении колхозников в районы Крыма» и в сентябре 1944 года в район приехали первые новоселы (180 семей) из Тамбовской области, а в начале 1950-х годов последовала вторая волна переселенцев из различных областей Украины. С 25 июня 1946 года Борасановка в составе Крымской области РСФСР. Указом Президиума Верховного Совета РСФСР от 18 мая 1948 года, Борасановку (вариант Барасоновка) переименовали в Барсово. 26 апреля 1954 года Крымская область была передана из состава РСФСР в состав УССР. Указом Президиума Верховного Совета УССР «Об укрупнении сельских районов Крымской области», от 30 декабря 1962 года Советский район был упразднён и село присоединили к Нижнегорскому. 8 декабря 1966 года Советский район был восстановлен и село вновь включили в его состав. По данным переписи 1989 года в селе проживало 45 человек. Снято с учёта постановлением Верховной Рады Крыма 28 ноября 2012 года, согласно решению Некрасовского сельского совета от 5 апреля 2012 года.